# Studina (gmina)
Studina – gmina w Rumunii, w okręgu Aluta. Obejmuje miejscowości Studina i Studinița. W 2011 roku liczyła 2985 mieszkańców.